# Казахи в России
Казахи в России (каз. Ресейдегі қазақтар) — россияне казахского происхождения. Казахи  являются коренным (автохтонным) народом в Российской Федерации. Численность казахов в Российской Федерации по переписи 2021 года составила 591 970 человек. Большая часть российских казахов проживает вдоль казахстанско-российской границы. Крупнейшие общины проживают в Астраханской (149 415), Оренбургской (120 262), Омской (78 303) и Саратовской области (76 007).

## История
Большинство территорий, где сегодня проживают казахи в России, исторически была заселена казахскими родами. После провозглашения независимости Республики Казахстан, в пределах России, в основном в приграничных с Казахстаном районах, осталось большое количество этнических казахов. В основном в России живут казахи Младшего жуза (от Астраханской области до Оренбургской области) и Среднего жуза.

## Численность
Казахи являются четвёртым по численности тюркским этносом России после татар, башкир и чувашей и десятым среди всех этносов страны.
| 1939    | %    | 1959    | %    | 1970    | %    | 1979    | %    | 1989    | %    | 2002    | %    | 2010    | %    | 2021    | %    |
| ------- | ---- | ------- | ---- | ------- | ---- | ------- | ---- | ------- | ---- | ------- | ---- | ------- | ---- | ------- | ---- |
| 356 646 | 0,33 | 382 431 | 0,33 | 477 820 | 0,37 | 518 060 | 0,38 | 635 865 | 0,43 | 653 962 | 0,45 | 647 732 | 0,45 | 591 970 | 0,40 |

Численность казахов в Российской Федерации по переписи 2010 года составила 647 тысяч человек, при этом число мужчин и женщин примерно одинаково. Это составляет 0,45 % всего населения страны. При этом 63,12 % казахов проживает в сельской местности (у русских только 23,16,%)
По данным переписи 2002 года 72 % казахов России владеют казахским языком, в сельской местности — более 90 %, в городах — меньшинство. Почти все казахи (98,3 %) свободно владеют и русским, так как только меньшая часть российских казахов проживает в районах, где они образуют большинство населения, а также потому, что русский является языком школьного обучения даже в тех местностях, где казахи составляют абсолютное большинство населения. Школ с преподаванием казахского немного, и даже в них он преподаётся обычно факультативно.
По мнению первого заместителя председателя Всемирной ассоциации казахов Калдарбека Найманбаева, высказанному им в 2003 году, в России проживало свыше 1 млн этнических казахов и их главной проблемой являлось недостаточное или практически полное незнание родного языка.

### Миграция
Некоторые российские казахи переезжают в Казахстан и другие страны, при этом основная часть убытия казахов приходится именно на Казахстан, куда казахи возвращаются по программе репатриации как этнические репатрианты, называемые оралманами или кандасами. Есть также и встречный поток миграции казахов из Казахстана в приграничные российские области. По данным Агентства Республики Казахстан по статистике в 2008 году из страны выехало более 2 тыс. этнических казахов, въехало свыше 7 000 оралманов. Существует отток казахов-специалистов из российских городов в Алма-Ату и Астану (снижается с 2006 г. по данным Госкомстата РФ).
Также наблюдается и обратное движение .

### Распределение казахов по регионам России (по переписи 2010 года)
| Регионы                               | Численность (чел.) | Доля от казахов России % | Доля от нас. региона % |
| ------------------------------------- | ------------------ | ------------------------ | ---------------------- |
| Астраханская область                  | 149 415            | 23,07                    | 16,79                  |
| Оренбургская область                  | 120 262            | 18,57                    | 5,91                   |
| Омская область                        | 78 303             | 12,09                    | 3,96                   |
| Саратовская область                   | 76 007             | 11,73                    | 3,01                   |
| Волгоградская область                 | 46 223             | 7,13                     | 1,77                   |
| Челябинская область                   | 35 297             | 5,45                     | 1,01                   |
| Тюменская область                     | 19 146             | 2,95                     | 0,56                   |
| Самарская область                     | 15 602             | 2,41                     | 0,48                   |
| Республика Алтай                      | 12 524             | 1,93                     | 6,07                   |
| Курганская область                    | 11 939             | 1,84                     | 1,31                   |
| Новосибирская область                 | 10 705             | 1,65                     | 0,40                   |
| Москва                                | 9393               | 1,45                     | 0,08                   |
| Алтайский край                        | 7979               | 1,23                     | 0,33                   |
| Республика Калмыкия                   | 4948               | 0,76                     | 1,7                    |
| Свердловская область                  | 4406               | 0,68                     | 0,10                   |
| Ханты-Мансийский автономный округ     | 4382               | 0,67                     | 0,28                   |
| Республика Башкортостан               | 4373               | 0,67                     | 0,11                   |
| Московская область                    | 3507               | 0,54                     | 0,05                   |
| Санкт-Петербург                       | 3349               | 0,52                     | 0,07                   |
| Ростовская область                    | 3046               | 0,47                     | 0,07                   |
| Красноярский край                     | 1970               | 0,3                      | 0,07                   |
| Ставропольский край                   | 1861               | 0,28                     | 0,07                   |
| Татарстан                             | 1758               | 0,27                     | 0,05                   |
| Томская область                       | 1705               | 0,26                     | 0,16                   |
| Кемеровская область                   | 1701               | 0,26                     | 0,06                   |
| Краснодарский край                    | 1616               | 0,25                     | 0,03                   |
| Ямало-Ненецкий автономный округ       | 1532               | 0,23                     | 0,29                   |
| Республика Саха (Якутия)              | 1338               | 0,21                     | 0,14                   |
| Приморский край                       | 1235               | 0,19                     | 0,63                   |
| Регионы с населением меньше 1 тыс.чел | 12 210             | 1,88                     | -                      |
| Всего                                 | 647732             | 100,00                   | 0,45                   |

### Доля казахов по районам и городам России (по переписи 2010 года)
Доля казахов по районам на 2010 год по переписи (указаны где их доля больше 10 %):
| район                     | Субъект       | % казахов |
| Володарский МР            | Астраханская  | 68,2      |
| Александрово-Гайский МР   | Саратовская   | 53,9      |
| Кош-Агачский МР           | Алтай         | 53,6      |
| Красноярский МР           | Астраханская  | 47,6      |
| Палласовский МР           | Волгоградская | 43,6      |
| Домбаровский МР           | Оренбургская  | 43,2      |
| Харабалинский МР          | Астраханская  | 42,2      |
| Адамовский МР             | Оренбургская  | 34,6      |
| Камызякский МР            | Астраханская  | 31,4      |
| Ясненский МР              | Оренбургская  | 26,9      |
| Соль-Илецкий МР           | Оренбургская  | 25,9      |
| Новоузенский МР           | Саратовская   | 25,8      |
| Акбулакский МР            | Оренбургская  | 25,3      |
| Наримановский МР          | Астраханская  | 25        |
| Беляевский МР             | Оренбургская  | 23,9      |
| Питерский МР              | Саратовская   | 23,4      |
| Первомайский МР           | Оренбургская  | 23,1      |
| Енотаевский МР            | Астраханская  | 22,1      |
| Дергачевский МР           | Саратовская   | 22        |
| Старополтавский МР        | Волгоградская | 20,9      |
| Новоорский МР             | Оренбургская  | 19,8      |
| Ровенский МР              | Саратовская   | 18,3      |
| Озинский МР               | Саратовская   | 17,7      |
| Шербакульский МР          | Омская        | 17        |
| Кизильский МР             | Челябинская   | 16,9      |
| Нововаршавский МР         | Омская        | 16,7      |
| Павлоградский МР          | Омская        | 16,7      |
| Ахтубинский МР            | Астраханская  | 16,5      |
| Приволжский МР            | Астраханская  | 16,3      |
| ГО пгт Комаровский (ЗАТО) | Оренбургская  | 16,1      |
| Светлинский МР            | Оренбургская  | 15        |
| Краснокутский МР          | Саратовская   | 14,8      |
| Кваркенский МР            | Оренбургская  | 14,6      |
| Николаевский МР           | Волгоградская | 14,6      |
| Русско-Полянский МР       | Омская        | 14,3      |
| Нагайбакский МР           | Челябинская   | 13,6      |
| Оренбургский МР           | Оренбургская  | 11,7      |
| Быковский МР              | Волгоградская | 11,6      |
| Москаленский МР           | Омская        | 11,5      |
| Икрянинский МР            | Астраханская  | 11,2      |
| Советский МР              | Саратовская   | 11        |
| Юстинский МР              | Калмыкия      | 11        |
| Называевский МР           | Омская        | 10,9      |
| Перелюбский МР            | Саратовская   | 10,5      |
| Федоровский МР            | Саратовская   | 10,4      |
| Большечерниговский МР     | Самарская     | 10,1      |
| Таврический МР            | Омская        | 10,1      |
| Брединский МР             | Челябинская   | 10        |

### Поволжье
Большинство казахов южного Поволжья — потомки Букеевской орды, а также потомки родов, исторически кочевавших на Общем Сырте проживают в Заволжье.
В Астраханской области проживает 149 415 казахов — крупнейшая в России община. Они составляют 16,3 % населения области — вторая после русских по численности национальная община. В Володарском районе они составляют большинство населения (68,05 %) — самый большой район по доле казахов, много казахов в Харабалинском, Красноярском и других районах области. В Астраханском педагогическом институте в 2005 году начато обучение по специальности «Учитель казахского языка и литературы». В области действует общество казахской культуры и языка «Жолдастық» («Товарищество» в переводе с казахского), издаётся газета «Ақ арна». У села Алтынжар расположен мавзолей великого казахского кюйши, композитора Курмангазы Сагырбаева, заново отстроенный в 1996 году на средства Казахстана.
В Саратовской области казахи составляют 3,1 % населения — вторая по численности после русских национальная общность (см. Казахи в Саратовской области). Казахи начали расселяться в Саратовском Заволжье с конца XVIII века, на землях, опустевших после исхода заволжских калмыков в Джунгарию в 1771 году. Мигрировавшие на территорию современной Саратовской области казахи принадлежали к Букеевской Орде, которой в 1801 году императором Павлом I были пожалованы земли в Заволжье.
Казахи в Саратовской области расселены в основном в её заволжской части. Наиболее многочисленно казахское население в Александрово-Гайском (где казахи составляют абсолютное большинство населения 52 %), Озинском (28 %),Новоузенском (25,2 %), Перелюбском (10,2 %), Дергачёвском (20,8 %), Питерском (9,6 %, по другим данным 20,5 %), Краснокутском (13,0 %), Ершовском (9 %), Фёдоровском (10,6 %), Краснопартизанском (9,9 %), Марксовском (почти 5 тыс. чел., 7 % населения), Энгельсском (2,0 %), Ровенском (18,5 %) районах.
В Волгоградской области казахи также являются второй по численности после русских национальностью (46.223 чел) (см. Волгоградские казахи).
Расселены преимущественно в Заволжье. Так, из 48 тысяч жителей Палласовского района более 50 % составляют казахи. В Старополтавском районе они составляют 18 % (ок. 5 тыс. человек), в Николаевском — более 11 % (4 тыс. человек), в Быковском — свыше 10 % (3 тыс. человек).
Из других регионов Поволжья казахи проживают также в Самарской области (15 000) и Республике Калмыкия (5 000).

### Южное Приуралье
Казахи населяют ряд степных районов Оренбургской, Курганской, Челябинской и Тюменской областей.
Казахи населяют южную часть Оренбуржья, всего в Оренбургской области проживает 120,2 тысяч казахов, что составляет 6 % населения области, это третья по численности после русских и татар национальная общность области (см. Оренбургские казахи). В середине XVIII — начале XX веков Оренбург являлся административным центром Оренбургской губернии и через него осуществлялась власть царизма. Оренбургская область входила в состав Киргизской АССР и Оренбург был её столицей в 1920—1925 гг. Места компактного проживания (2002 год): Оренбург — 9 200 чел. (1,4 %); Орск — 10 035 (3,7 %); Адамовский район — 10 638 (34,2 %); Соль-Илецкий район — 10 487 (36,9 %);Домбаровский район — 8 729 (45,5 %); Оренбургский район — 7 773 (11,9 %); Акбулакский район — 7 735 (25,2 %); Новоорский район — 6 602 (20,0 %); Первомайский район — 6 911 (22,9 %); Беляевский район — 4 877 (24,3 %); Ясненский район — 4 247 (57,1 %); Соль-Илецк — 3 722 (14,3 %); Ясный — 3 161 (11,8 %); Новотроицк — 2 386 (1,6 %); Кваркенский район — 3 470 (14,8 %); Светлинский район — 2 989 (16,3 %) и пр.
Кроме того казахи проживают в основном в приграничных с Казахстаном Звериноголовском, Половинском, Макушинском , Частозёрском а также Куртамышском, Катайском районах Курганской области — 11,9 тысяч (четвертая по численности после русских, татар и башкир национальная общность области) и Тюменской области (19,1 тысяч).

### Южная Сибирь
В XVII веке территории современного Северного и Восточного Казахстана, а также юг Западной Сибири подверглись нападениям джунгар. Поражения от джунгарских войск приводили казахов к необходимости искать союзников, и часть казахов стала переселяться на север под защиту Русского государства. В этих условиях и произошло добровольное присоединение к России территорий Среднего и Младшего жузов. После падения джунгарского государства (1755) часть казахов откочевала на север и расселилась на территории между современными Омском и Усть-Каменогорском. Чтобы прекратить кочевья русские власти были вынуждены устроить десятивёрстную пограничную полосу с целью прекратить переселение казахов в русские пределы. Однако эта мера не стала серьёзным препятствием, а потому российские власти постепенно стали разрешать казахам переходить эту линию. Казахи поселились на территории Омского уезда, значительная их часть продвигалась в южные части Тобольской и Томской губерний, на территории Тюкалинского и Тарского уездов.
В Омской области проживает 78 тыс. казахов или 4,1 % от общей численности населения области, они составляют вторую по численности после русских национальную общность. Наиболее многочисленно казахское население в Шербакульском (19,9 % населения района), Нововаршавском (16,6 %), Павлоградском (16,6 %) и Русско-Полянском районе (см. Омские казахи).
В Республике Алтай проживает 12,1 тыс. казахов, это составляет около 6 % её населения — третья после русских и алтайцев национальная община (см. Алтайские казахи). Казахи поселились в Горном Алтае во второй половине XIX — начале XX веков. В настоящее время они составляют большинство населения Кош-Агачского района, расположенного в южной части Республики Алтай и граничащего с районами Монголии и Китая, которые также населены преимущественно казахами. В 2001 году в селе Жана-Аул открыт музей истории и культуры казахов Алтая.

## Образование
В ряде регионов имеется несколько десятков школ, где казахский язык преподаётся как отдельный предмет, но при этом среднее образование на казахском языке в России отсутствует.
Выделяется казахское село Керей в Кулундинском районе Алтайского края с населением около 340 человек, существующее на данном месте с 1916 года, в котором действует уникальная для России Каракульская неполная школа, со дня образования которой в 1920-х годах все предметы преподаются только на казахском языке. Коллектив школы более четырнадцати лет работает по казахстанской программе «Атамекен», поддерживается Павлодарским областным департаментом образования.
В Астраханской области казахский язык преподаётся в 50 школах. По разработанной коллективом казахстанских учёных программе, специально с учётом языковой среды казахского населения России, издан учебник для 1-3 классов по казахскому языку для школ Российской Федерации. В Астраханском социально-педагогическом колледже ежегодно выпускаются около 20 учителей начальных классов по преподаванию казахского языка. В Астраханском государственном университете на бюджетной основе готовятся преподаватели по предмету «казахский язык и литература». Первый выпуск состоялся в ноябре 2007 года.
В Оренбургской области казахский язык изучается в 45 школах (в том числе и факультативно). В Алтайском крае существует единственная в Российской Федерации школа с преподаванием на казахском языке, в которой преподавание ведется по казахстанской учебной программе и казахстанским учебникам..
Также казахский язык преподаётся в школах и в других районах компактного проживания казахов.
Общее число учащихся школ с казахским языком обучения в 2009/2010 учебном году составило 51 человек, а в 2010/2011 учебном году 27 человек. Число учащихся школ, которые изучали казахский как предмет «родной язык» в 2009/2010 учебном году составило 3555 человек, а в 2010/2011 учебном году 4949 человек.